# ماهی‌گیرک کوچک (سرده)
 ماهی‌گیرک کوچک (سرده) (نام علمی: Aethia) نام یک سرده از تیره ماهی‌گیرک است.